# جنگل‌های پست‌بوم ماداگاسکار
جنگل‌های پایین ماداگاسکار (به لاتین: Madagascar lowland forests) یک منطقهٔ مسکونی و جنگل در ماداگاسکار است.